# Eurepa tanderra
Eurepa tanderra är en insektsart som beskrevs av Otte, D. och R.D. Alexander 1983. Eurepa tanderra ingår i släktet Eurepa och familjen syrsor. Inga underarter finns listade i Catalogue of Life.